# Васин, Александр Григорьевич
Александр Григорьевич Васин (1920—1945) — Гвардии лейтенант Рабоче-крестьянской Красной Армии, участник Великой Отечественной войны, Герой Советского Союза (1946).

## Биография
Александр Васин родился в феврале 1920 года в селе Белоречье в крестьянской семье. Окончил четыре класса школы, работал в колхозе. Впоследствии переехал в город Дмитров Московской области, где окончил ремесленное училище по специальности «слесарь». С 1939 года Васин работал на заводе «Серп и Молот». 18 июня 1941 года он был призван на службу в Рабоче-крестьянскую Красную Армию Можарским районным военным комиссариатом Рязанской области. С января 1942 года — на фронтах Великой Отечественной войны. Принимал участие в боях на Юго-Западном, 3-м Украинском, 1-м Белорусском фронтах. Был ранен в бою под Ельцом. В сентябре 1943 года Васин окончил курсы младших лейтенантов, после чего командовал взводом стрелковой роты 177-го гвардейского стрелкового полка 60-й гвардейской стрелковой дивизии. Принимал участие в освобождении Белорусской ССР и Польши. В 1945 году он вступил в ВКП(б). К марту 1945 года гвардии лейтенант Александр Васин уже командовал ротой того же полка. Отличился во время форсирования Одера.
В ходе боя за расширение плацдарма на западном берегу Одера к югу от города Кюстрина рота Васина выбила противника из траншей и ворвалась в населённый пункт Гершман, продолжая продвигаться вперёд. В том бою ротой было уничтожено 5 огневых точек, 43 вражеских солдата и офицера, и ещё 9 захвачено в плен. Стремясь вернуть потерянные позиции, пехотные подразделения противника после сильной артподготовки при поддержке 8 танков и САУ предприняли пять контратак. В ходе их отражения Васин получил ранение, но поля боя не покинул, продолжая руководить действиями роты. Когда из строя вышел расчёт пулемёта, он лично стал вести из него огонь, уничтожив 15 солдат и офицеров противника. 18 апреля 1945 года рота перешла в контрнаступление на господствующую высоту 80,5 к югу от населённого пункта Райхенберг. Васин поднял свою роту в атаку, ворвался на высоту и погиб в схватке в траншее. Похоронен в городе Марксвальде в Германии, на местном воинском кладбище.
Указом Президиума Верховного Совета СССР от 15 мая 1946 года за «образцовое выполнение заданий командования и проявленные мужество и героизм в боях с немецкими захватчиками» гвардии лейтенант Александр Васин посмертно был удостоен высокого звания Героя Советского Союза. Также был награждён орденами Ленина и Отечественной войны 1-й степени.